# عبد الواحد بن عاشر
أبو محمد عبد الواحد بن أحمد بن علي ابن عاشر الأنصاري، اختصارا ابن عاشر (990 هـ - 1040 هـ)،،  وهو من حفدة الشيخ أبي العباس ابن عاشر السلاوي (ت 765هـ). هو فقيه وعالمٌ من علماءِ من المغرب. يعد من أبرز علماء المذهب المالكي واشتهر بمنظومته «المرشد المعين على الضروري من علوم الدين» والتي نظم فيها الفقه المالكي، بالإضافة إلى باب العقيدة والتصوف، والتي تعد مرجعا مهما عند علماء المذهب المالكي. وساهم ابن عاشر في توفير الغطاء الشرعي لحركة المجاهد العياشي.

## ولادته ونشأته
ولد بمدينة فاس عام 990هـ/1582م، وسكن بدار أسلافه الكبرى بحومة درب الطويل من فاس القرويين. بدأ تحصيل علومه بحفظ القرآن الكريم، فقرأه على يد الشيخ أبي العباس أحمد بن عثمان اللمطي، وأخذ القراءات السبع على يد الشيخ أبي العباس الكفيف، ثم على الشيخ أبي عبد الله محمد الشريف التلمساني(ت1052هـ)، كما أخذ الفقه عن جماعة من شيوخ عصره، أمثال: أبي العباس ابن القاضي المكناسي (ت1025هـ)، وابن عمه أبي القاسم، وابن أبي النعيم الغساني، وقاضي الجماعة بفاس علي بن عمران، وأبي عبد الله الهواري، وقرأ الحديث على العلامة محمد الجنان (ت1050هـ)، وعلى أبي علي الحسن البطيوي، وكان يتردد على الزاوية الدلائية، فأخذ عن علمائها المبرزين، وحضر مجالس محمد بن أبي بكر الدلائي(ت1046هـ) في التفسير والحديث.

## رحلته إلى المشرق
رحل إلى المشرق، فأخذ عن الشيخ سالم السنهوري (ت1015هـ)، وعن الإمام المحدث أبي عبد الله العزي، وعن الشيخ بركات الحطاب، وغيرهم، وحجّ سنة (1008هـ)، فالتقى بالشيخ عبد الله الدنوشري، وأخذ التصوف عن العالم العارف ابن عزيز التجيبي (ت1022هـ).

## اهتماماته العلمية وتلامذته
لعبد الواحد ابن عاشر مشاركة قوية في جل الفنون والعلوم، خصوصاً علم القراءات، والرسم، والضبط، والنحو، والإعراب، وعلم الكلام، والأصول، والفقه، والتوقيت، والتعديل، والحساب، والفرائض، والمنطق، والبيان، والعروض، والطب، وغيرها. تولى التدريس، والخطابة، من أبرز طلبته: أبو عبد الله محمد بن أحمد ميارة (ت1072هـ)، وأحمد بن محمد الزموري الفاسي (ت1057هـ)، ومحمد الزوين (ت1040هـ)، وعبد القادر الفاسي (ت1091هـ)، والقاضي محمد بن سودة (ت1076هـ)، وغيرهم.

## أقوال مؤثورة عنه
- «لو لم يجيزوا إلا لمن أتقن ما بلغنا شيء».
- «قراءة الحزابين عذر في التخلف عن الجنائز».

## أقوال العلماء فيه
قال أبي عبد الله الكتاني في عبد الواحد ابن عاشر في كتابه سلوة الأنفاس: «الشيخ الإمام الكبير، العالم العلامة الشهير، الحجة المشارك، الورع الناسك، الخطيب المقرئ المجاهد، الحاج الأبر الزاهد، شيخ الجماعة بفاس ونواحيها».

قال عنه عمر رضا كحالة في كتابه معجم المؤلفين: «عبد الواحد بن أحمد بن علي بن عاشر... عالم مشارك في القراءات والنحو والتفسير وعلم الكلام والفقه وأصوله وغيرها».

## مؤلفاته
ألف الشيخ ابن عاشر أربعة عشر كتاباً، كان أهمها وأشهرها نظمه في قواعد الإسلام الخمس ومبادئ التصوف، الذي سماه: «المرشد المعين على الضروري من علوم الدين»، وبه اشتهر وعرف، داخل المغرب وخارجه. ومن تآليفه أيضاً: «شرح مورد الظمآن في علم رسم القرآن»، و«شرح على مختصر خليل، من النكاح إلى العلم»، و«رسالة في عمل الربع المجيب»، و«تقييد على العقيدة الكبرى للسنوسي»، وغيرها.

## وفاته
توفي ابن عاشر عن عمر يناهز الخمسين سنة، إثر إصابته بمرض مفاجئ يسمى على لسان العامة بـ:«النقطة»، وهو داء عصبي يؤدي إلى الشلل الكلي، وقيل: مات مسموماً بسبب سم وضع له في نوار الياسمين، وذلك يوم الخميس 3 ذي الحجة عام 1040هـ/الموافق لـ 3 يوليوز 1631م، ودفن من الغد بأعلى مطرح الجنة، بقرب مصلى باب فتوح بفاس، وبني عليه قوس معروف غرب روضة يوسف الفاسي، بجوار السادات المنجريين.